# Conkling Park
Conkling Park – miejscowość spisowa w Stanach Zjednoczonych, w stanie Idaho, w hrabstwie Kootenai.